# Castle of Park (Dumfries and Galloway)

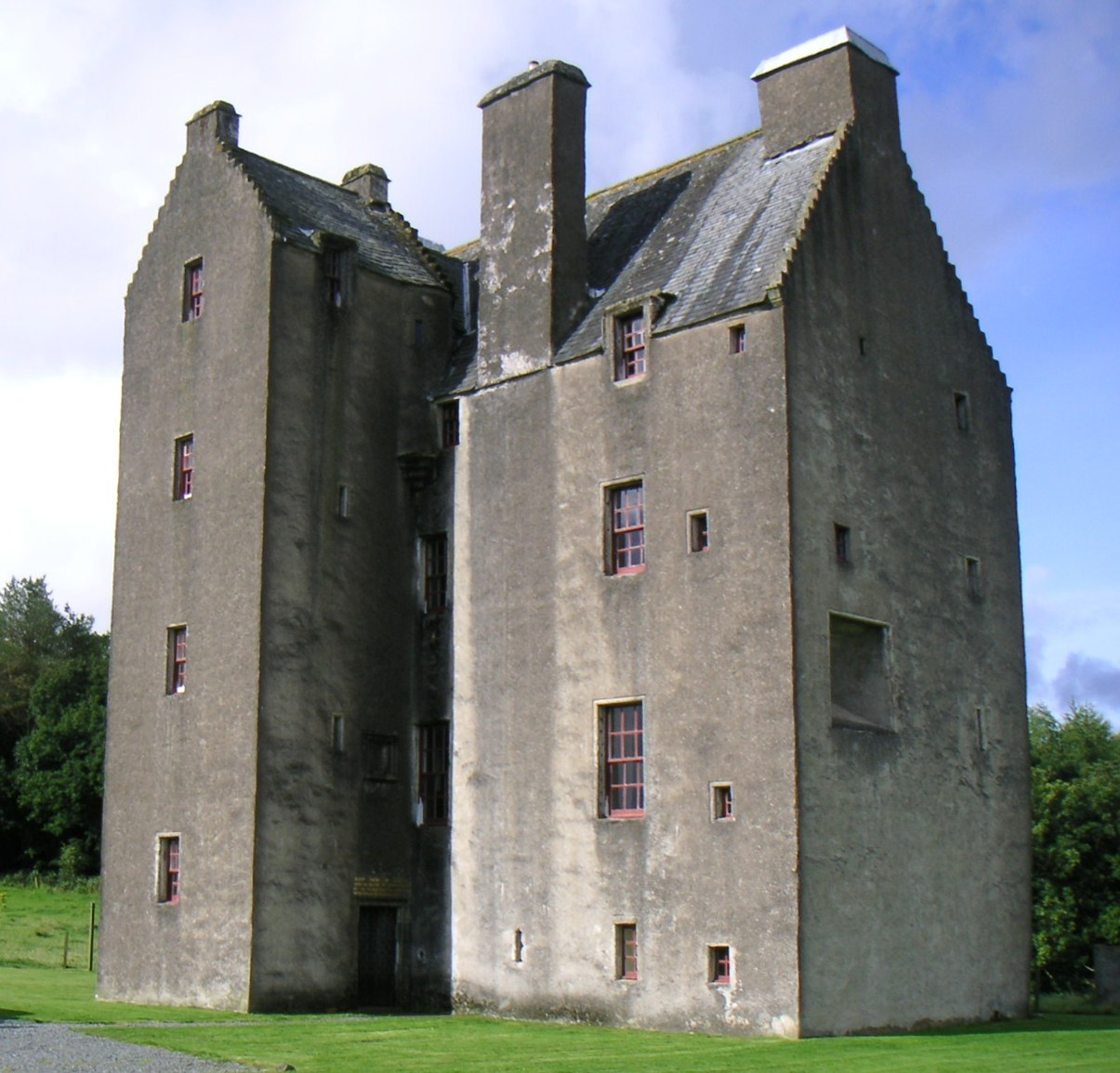
Castle of Park

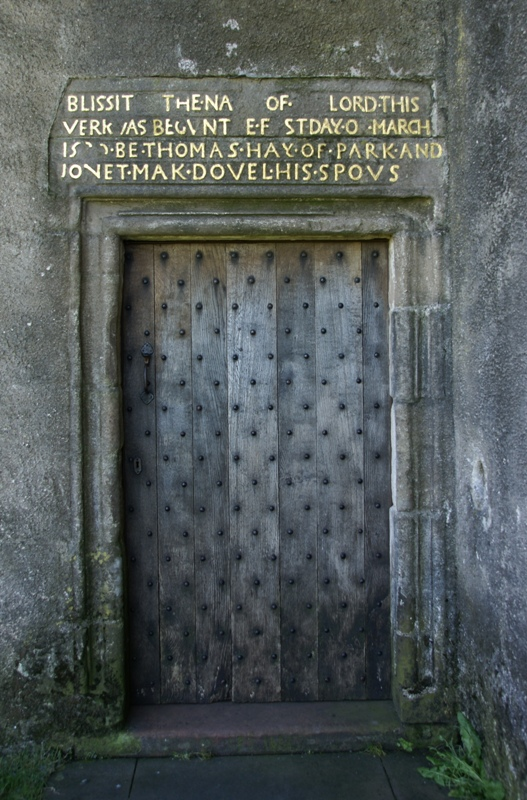
Eingangsportal

Castle of Park, auch Park Hay, Park o’ Luce, Park Castle oder Park House, ist ein Tower House nahe der schottischen Ortschaft Glenluce in der Council Area Dumfries and Galloway. 1972 wurde das Bauwerk in die schottischen Denkmallisten in der höchsten Denkmalkategorie A aufgenommen. Bis 2001 war es des Weiteren als Scheduled Monument klassifiziert. Der Schutzbereich wurde in diesem Jahr neu definiert und umfasst heute nicht mehr das Tower House.

## Geschichte
1590 begonnen wurde der Bau von Castle of Park im Laufe des Jahrzehnts abgeschlossen. Bauherr war Thomas Hay, Sohn des Commendators der nahegelegenen Glenluce Abbey. Zeitweise war Park Castle Stammsitz eines Zweigs des Clans Hay. Um 1830 verlegte Sir James Dalrymple-Hay, 2. Baronet den Clansitz nach Dunragit House. John Dalrymple-Hay, 3. Baronet veräußerte das Anwesen 1875. Zwei Flügel aus dem 18. Jahrhundert wurden vermutlich in der zweiten Hälfte des 20. Jahrhunderts abgebrochen. Gegen Ende des Jahrhunderts wurde das Tower House umfassend restauriert.

## Beschreibung
Castle of Park liegt wenige hundert Meter westlich von Glenluce. Es nimmt eine prominente Position oberhalb des Tals des Water of Luce ein. Das vierstöckige Gebäude weist einen L-förmigen Grundriss auf. Seine Fassaden sind mit Harl verputzt. Das Eingangsportal befindet sich im Gebäudeinnenwinkel. Eine darüber eingelassene Platte zeigt die Inschrift: „Blissit be the name of the Lord this verk vas begun the first day of March 1590 be Thomas Hay of Park and Ionet Mak Dovel his spovs“ („Gesegnet sei der Name des Herrn. Dieser Bau wurde am ersten Tage des März 1590 von Thomas Hay of Park und seiner Frau Ionet MacDowell begonnen.“) Die kleinen Fenster entlang der Fassaden weisen verschiedene Größen auf, sind jedoch annähernd symmetrisch angeordnet. Die abschließenden Satteldächer sind mit grauem Schiefer eingedeckt und mit Staffelgiebeln gearbeitet. An der Ostseite ragt ein wuchtiger, traufständiger Kamin auf.